# Stone Mountain State Park
Stone Mountain State Park is een beschermd landschap en staatspark in Alleghany County en Wilkes County in de Amerikaanse staat North Carolina. Het ligt ongeveer vijf kilometer ten zuiden van Sparta. De berg Stone Mountain, waarnaar het park werd vernoemd, ligt precies op de grens van de twee county's en is het middelpunt van het park. Het park omvat een gebied van 56 km² en wordt beheerd door North Carolina Department of Environment and Natural Resources.
Omdat de berg het beste voorbeeld is van een inselberg in massief graniet in North Carolina werd het in mei 1974 aangewezen als National Natural Landmark.